# كهمس بن الحسن
أبو الحسن، كهمس بن الحسن البصري محدث من الأئمة الثقات، كان يعمل في الجص وكان مؤذنا، وكان من الورع والعبادة على قدر عظيم، توفي سنة تسع وأربعين ومائة.

## روايته للحديث النبوي
- حدث عن: الحسن البصري وأبي الطفيل وعبد الله بن شقيق وأبي السليل ضريب بن نقير ويزيد بن الشخير وعبد الله بن بريدة والمنذر بن مالك وجماعة.
- حدث عنه: ابن المبارك ومعتمر ويحيى بن سعيد القطان ووكيع ومعاذ بن معاذ وعبد الرحمن بن حماد الشعيثي وأبو عبد الرحمن المقرئ وخلق كثير.[3]

## أقوال العلماء فيه
- أبو حاتم الرازي: لا بأس بحديثه.
- أبو حاتم بن حبان البستي: ذكره في الثقات.
- أبو دواد السجستاني: ثقة.
- أحمد بن حنبل: ثقة وزيادة، ومرة: ثقة ثقة.
- ابن حجر العسقلاني: ثقة.
- الدارقطني: ثقة.
- الذهبي: ثقة.
- زكريا بن يحيى الساجي: صدوق يهم.
- علي بن المديني: ثقة ثبت.
- محمد بن سعد كاتب الواقدي: ثقة.
- يحيى بن معين: ثقة، ومرة: ضعفه.
- يعقوب بن سفيان الفسوي: ثقة.[4]